# Associazione Calcio Nocerina 1973-1974
Questa pagina raccoglie le informazioni riguardanti l'Associazione Calcio Nocerina nelle competizioni ufficiali della stagione 1973-1974.

## Rosa
| N. |                   | Ruolo | Calciatore           |
| -- | ----------------- | ----- | -------------------- |
| -  | Italia (bandiera) | C     | Alfonso Bavota       |
| -  | Italia (bandiera) | C     | Riccardo Caruso      |
| -  | Italia (bandiera) | C     | Roberto Chiancone    |
| -  | Italia (bandiera) | A     | Bernardino Cremaschi |
| -  | Italia (bandiera) | C     | Siro D'Alessandro    |
| -  | Italia (bandiera) | A     | Antonio Devastato    |
| -  | Italia (bandiera) | D     | Salvatore Esposito   |
| -  | Italia (bandiera) | C     | Flavio Fiorini       |
| -  | Italia (bandiera) | A     | Mauro Franciois      |

| N. |                   | Ruolo | Calciatore         |
| -- | ----------------- | ----- | ------------------ |
| -  | Italia (bandiera) | D     | Dino Gobbi         |
| -  | Italia (bandiera) | P     | Leopoldo Grimaldi  |
| -  | Italia (bandiera) | C     | Gianfranco Manbrin |
| -  | Italia (bandiera) | D     | Stefano Marcucci   |
| -  | Italia (bandiera) | D     | Egidio Mastropaolo |
| -  | Italia (bandiera) | A     | Antonio Moccia     |
| -  | Italia (bandiera) | C     | Dante Portelli     |
| -  | Italia (bandiera) | P     | Giuseppe Ridolfi   |
| -  | Italia (bandiera) | A     | Amedeo Tortora     |